# Gariguddakaval, Piriyapatna
Gariguddakaval là một làng thuộc tehsil Piriyapatna, huyện Mysore, bang Karnataka, Ấn Độ.